# إميليو كروز رولدان
إميليو كروز رولدان (بالإسبانية: Emilio Cruz) هو مدرب كرة قدم إسباني، ولد في 24 يناير 1951 في مدريد في إسبانيا.